# Acalolepta trucana
Acalolepta trucana är en skalbaggsart som först beskrevs av Kriesche 1936.  Acalolepta trucana ingår i släktet Acalolepta och familjen långhorningar. Inga underarter finns listade i Catalogue of Life.